# جبرگرایی جغرافیایی
جبرگرایی پیرامونی (به انگلیسی: Environmental determinism)، جبرگرایی اقلیمی (به انگلیسی: climatic determinism) یا همچنین جبرگرایی جغرافیایی (به انگلیسی: geographical determinism)، مطالعه چگونگی اثر محیط بیوفیزیکی بر جوامع و دولت‌ها و متمایل سازی آنان به سمت مسیر و روندهای توسعه‌ای خاص می‌باشد. جارد دایموند، جفری هربست، ایان موریس، و دیگر دانشمندان علوم اجتماعی جرقه احیای این نظریه را در اواخر قرن بیستم و اوایل قرن بیست و یکم زدند. بسیاری از محققان تأکید می‌کنند که این رویکرد اصلی برای تشویق استعمار و اروپامحوری، و بی‌ارزش کردن عوامل انسانی در جوامع غیر غربی مورد استفاده قرار گرفته در حالی که چهره‌های مدرنی مانند جارد دایموند در عوض از این رویکرد به عنوان توضیحی برای رد نژادپرستی استفاده کرده‌اند. مکتب فکری «نو-جبرگرایی محیطی» بیانگر آن است که چگونه نیروهای جغرافیایی و اکولوژیکی بر دولت سازی، توسعه اقتصادی و نهادها اجتماعی تأثیر می‌گذارند.

## تاریخچه

### دوره‌های کلاسیک و قرون وسطی
بر اساس نظریه‌های اولیه جبرگرایی محیطی در چین، یونان و روم باستان، ویژگی‌های محیطی خصوصیات جسمی و فکری جوامع را تعیین می‌کنند. گوان ژونگ (۷۲۰–۶۴۵ قبل از میلاد)، یک صدراعظم چینی در دوره بهار و پاییز تاریخ چین، معتقد بود که خصوصیات رودخانه‌های بزرگ شخصیت افراد ساکن در اطراف آن را شکل می‌دهد. رودخانه‌های سریع و پر پیچ و خم مردم را «حریص، بی‌ادب و جنگ طلب» می‌کرد. بقراط، یکی از فیلسوفان یونان باستان، روایت مشابهی را در رساله «دربارهٔ هواها، آب‌ها و مکان‌ها» مطرح می‌کند.
نویسندگان در خاورمیانه قرون وسطی نیز نظریه‌هایی دربارهٔ جبر زیست‌محیطی ارائه کردند. جاحظ، نویسنده آفریقایی-عرب ، استدلال می‌کرد که رنگ پوست مردم و دام‌ها براساس ویژگی‌های آب، خاک و دمای محیطی تعیین می‌شود. او رنگ بازالت سیاه در شمال نجد را با رنگ پوست مردم ساکن در آنجا مقایسه کرد تا از نظریه خود حمایت کند.
ابن خلدون، جامعه‌شناس و همه‌چیزدان عرب، به‌طور مشابه رنگ پوست را با عوامل محیطی مرتبط دانست. او در کتاب مقدّمه (۱۳۷۷ میلادی) بیان‌داشت که سیاهی پوست مردمان آفریقا به دلیل اقلیم و آب و هوای گرم جنوب صحرای آفریقا است و نه به دلیل تبار آفریقایی مردمان آن. او بدین ترتیب نظریه‌های نژاد حامیتی را که معتقد بودند نفرین حام (پسر نوح) علت داشتن پوست سیاه را به چالش کشید. بسیاری از نوشته‌های ابن خلدون در دوران استعمار برای پیشبرد ماشین تبلیغاتی استعمارگران ترجمه شد.
ابن خلدون معتقد بود که محیط فیزیکی علاوه بر رنگ پوست در فاکتورهای غیرفیزیکی نیز تأثیر گذار است. او استدلال می‌کرد که خاک، آب و هوا و غذا تعیین می‌کنند که مردم کوچ‌نشین یا یک‌جانشین باشند. همچنین این فاکتورها بر آداب و رسوم و مراسمی که توسط آنان برگزار می‌شد تأثیر می‌گذاشت. آثار و نوشتارهای او ممکن است بر آثار و نوشتارهای منتسکیو در طول قرن هجدهم تأثیر گذاشته باشد. منتسکیو نیز از کاشفی فرانسوی به نام ژان شاردن، که به ایران سفر کرده بود و نظریه‌هایی شبیه نظریه‌های ابن خلدون را ابراز کرده بود، تأثیر پذیرفته‌است.

### دوره استعمار غرب
جبر زیست‌محیطی به عنوان ابزاری برای مشروعیت بخشیدن به استعمار، نژادپرستی و امپریالیسم در آفریقا، قاره آمریکا و آسیا به‌طور گسترده مورد انتقاد قرار گرفته‌است. جبر زیست‌محیطی جغرافی دانان را قادر ساخت تا برتری نژادهای سفید اروپایی و طبیعی بودن امپریالیسم را از نظر علمی توجیه کنند. این امر توجیهات مذهبی را تقویت کرد و در برخی موارد در اواخر قرن نوزدهم جایگزین آن نیز شد.
بسیاری از نویسندگان غربی و اروپایی، از جمله توماس جفرسون، با این استدلال که آب و هوای گرمسیری مردم را غیرمتمدن کرده‌است، از استعمار آفریقا حمایت و به آن مشروعیت بخشیدند. جفرسون استدلال می‌کرد که آب و هوای گرمسیری باعث تنبلی، نگرش‌های شل و ول، بی‌بند و باری و به‌طور کلی به جوامعی منحط منتهی می‌شود، در حالی که تغییرات مکرر آب و هوا در عرض‌های جغرافیایی میانی و شمالی منجر به اخلاق کاری جدی و جوامع متمدن می‌شود. آدولف هیتلر نیز از این نظریه برای تمجید از «برتری نژاد نوردیک» استفاده می‌کرد.
با الگوگیری و استفاده از از نظریه لامارکیسم، اعتقاد بر این بود که عیوب شخصیتی که ظاهراً بابت آب و هوای گرمسیری ایجاد می‌شود، تحت نظریه لامارکی پیرامون وراثت ویژگی‌های اکتسابی، که پیش‌درآمدی نامعتبر برای نظریه انتخاب طبیعی داروین بود، به ارث می‌رسد. نظریه فوق با مشاهده این موضوع آغاز می‌شود که یک موجود زنده در مواجهه با فشارهای محیطی ممکن است در طول زندگی خود از طریق فرایند هم‌هوایی دچار تغییرات فیزیولوژیکی شود. لامارکیسم پیشنهاد می‌کرد که این تغییرات فیزیولوژیکی ممکن است مستقیماً به فرزندان به ارث برسد و نیازی در فرزندان برای ایجاد این صفت به همان شیوه نیست.
جوامع جغرافیایی مانند انجمن سلطنتی جغرافیا بریتانیا و «Société de géographie» فرانسه از امپریالیسم با کمک مالی به کاشفان و دیگر حامیان استعمار حمایت می‌کردند. انجمن‌های علمی نیز به همین ترتیب عمل می‌کردند. جوامع هم‌هوایی یا سازگاری مستقیماً از شرکت‌های استعماری حمایت کردند و از مزایای آنها بهرمند شدند. نوشته‌های لامارک پشتوانه‌ای نظری برای آموزه‌های سازگاری ارائه کرد. «Société Zoologique d'Acclimatation» توسط ایزیدور جفروی سنت هیلر -پسر اتین ژفروآ سنت-هیلر، همکار نزدیک و حامی لامارک تأسیس شد.
الن چرچیل سمپل، محقق برجسته جبرگرایی محیطی، نظریه‌های خود را در یک مطالعه موردی که بر فیلیپین متمرکز بود، به کار برد، جایی که او تمدن و طبیعت وحشی را بر روی توپوگرافی جزایر نقشه‌برداری و ترسیم کرد. سایر محققان استدلال کردند که آب و هوا و توپوگرافی باعث می‌شود که صفات شخصیتی خاصی در یک جمعیت مشخص بروز پیدا کند. محققان بدین وسیله کلیشه‌های نژادی را بر کل جوامع تحمیل کردند. قدرت‌های امپریالیستی با این ادعا که مردم مناطق گرمسیری از نظر اخلاقی پست‌تر هستند، استثمار کارگری را منطقی جلوه دادند.
نقش جبر زیست‌محیطی در منطقی کردن و مشروعیت بخشیدن به نژادپرستی، قوم گرایی و نابرابری اقتصادی در نتیجه انتقاد شدیدی را برانگیخته است.
دیوید لندز به‌طور مشابه آنچه را که جغرافیای اخلاقی غیرعلمی الزورث هانتینگتون می‌نامد محکوم می‌کند. او استدلال می‌کند که هانتینگتون با نسبت دادن تمام فعالیت‌های انسانی به تأثیرات فیزیکی، جغرافیا را به‌عنوان یک علم تضعیف کرد تا بتواند تمدن‌ها را به‌صورت سلسله‌مراتبی طبقه‌بندی کند آن هم به نفع تمدن‌هایی که او بهترین می‌دانست.

### رشد جبرگرایی نو محیطی در اواخر قرن بیستم
جبر زیست‌محیطی در اواخر قرن بیستم به عنوان جبر زیست‌محیطی متجدد احیا شد، اصطلاح جدیدی که توسط دانشمند علوم اجتماعی اندرو اسلایتر به این حوزه ابلاغ گردید. اسلایتر استدلال می‌کرد که جبرگرایی نو-محیطی به اندازه کافی از پیش سازهای کلاسیک و امپریالیستی خود نمی‌شکند. برخی دیگر استدلال کردند که به نوعی رویکرد داروینی نسبت به جبرگرایی در روشن‌سازی طبیعت انسان مفید است.